# Astaena postnodata
Astaena postnodata är en skalbaggsart som beskrevs av Frey 1973. Astaena postnodata ingår i släktet Astaena och familjen Melolonthidae. Inga underarter finns listade.